# Антонов Ан-24
Антонов Ан-24  (Antonov An-24) је совјетски путнички двомоторни авион, висококрилац са турбоелисним моторима, намењен за путнички саобраћај на кратким и средњим линијама. Поред цивилне, овај авион је нашао и војну примену за транспорт војника и падобранаца.

## Пројектовање и развој

### Историјат пројекта Ан-24
- 18.12.1957. - Објављен је акт Савета министара СССР бр. 1417-656 о развоју авиона носивости 4000 kg и домета до 400 km са крстарећом брзином од 450 km/h.
- 20.10.1959. - Ан-24 је извршио свој први лет. Авионом је управљала посада: Георгиј Лисенко – капетан, Јуриј Курлин – копилот, Володимир Попов – навигатор, Петро Мелниченко – радио-оператер, Афанасиј Круц – инжењер лета, Јаков Рижик – водећи инжењер испитивања.
- 19.08.1961. - Објављена је Резолуција ЦК КПСС и Савета министара СССР-а о покретању серијске производње Ан-24 у Кијевској фабрици авиона број 473.
- Септембра 1962. - Ан-24 је извршио свој први лет са путницима на релацији Кијев – Херсон.
- 20.12.1964. - Војноиндустријска комисија донела је Решење о развоју леденог патролног авиона АН-24ЛП (Ан-24 Торос).
- Године 1965. - покренута је серијска производња авиона Ан-24Б у фабрици авиона број 99 у Улан-Удеу.
- 16.11.1965. - извршен је пробни лет авиона Ан-24Т (транспортна верзија авиона Ан-24).
- Јануару 1966. -	први пут је полетео први серијски авион Ан-24Т произведен у фабрици авиона у Иркутску број 39.
- Године 1968. - у Иркутску је изграђен Ан-24 Тројанда (Ан-24ВМФ), авион за тестирање опреме за откривање подморница.
- 25.12.1970. - полетео је први пут авион Y-7 (кинеска реплика Ан-24).
- У мају-јуну 1982. - На авиону Ан-24РВ постављено је 39 светских рекорда за жене. Међу њима је 7. маја 1982. достигнут плафон од 11.050 m, а 7. јула 1982. године терет од 8.096 kg подигнут је на висину од 2.000 m[2].

## Технички опис
Труп
Погонска група
Крила
Репне површине:
На точкове стајног трапа су уграђене гуме већег профила због повећаног оптерећења при полетању, слетању и вожњи по земљи. Главни точкови се налазе испод мотора и увлаче се у гондолу мотора током лета. Обезбеђено је управљање носном ногом, при вожњи по земљи и њено увлачење у кљун авиона током лета. На свим ногама стајног трапа точкови су удвојени.

## Верзије
Преглед направљен на основу литературе овде су изостављени неуспели пројекти а у литератури поменути.
- Ан-24 - Прототипови и предсерија (1959.).
- Ан-24А - серијски авион са 44 путника (1959.)
- Ан-24АТ - лаки војно транспортни авион на бази авиона Ан-24А (1962.)
- Ан-24Б - основни серијски авион са 48 до 52 путника (1960.)
- Ан-24В - експортна верзија авиона Ан-24Б (1961.)
- Ан-24К - салонска верзија авиона Ан-24Б са 16 до 18 путника ВИП (1963.)
- Ан-24ЛР - (Ан-24 Торос) специјални авион намењен за Арктичке услове (1964.)
- Ан-24Т - лаки војно транспортни авион на бази авиона Ан-24Б (1965.)
- Ан-24ФК - фотокартографски авион (1965—1967)
- Ан-24ПС - авион за претрагу и спашавање (1969.)
- Ан-24Д - серијски авион са 60 путника (1967.)
- Ан-24РР - авион лабораторија за радиационо зрачење (1967.)
- Ан-24ВМФ - "Тројанда" специјални авион за откривање подморница (1968.)
- Ан-24ШТ - штабски авион за управљање војском у лету и на земљи (1968.)
- Ан-24УШ - авион учионица за обуку навигатора (1970.)
- Ан-24ЛП - авион чија је намена да патролира и открива шумске пожаре (1971.)
- Y-7 - кинеска производња авиона Ан-24 (1970.)

## Оперативно коришћење
Авион АН-24 је пројектован у ОКБ "Антонов" из Кијева а серијски су се производили у Кијевској фабрици авиона (1961–1979, 1028 авиона), у фабрици авиона у Улан-Удеу (1965–1971, 174 авиона), у фабрици авиона у Иркутску (1965– 1971, 165 авиона Ан-24Т).

## Земље које су користиле авион
- СССР

Поред Совјетског Савеза овај авион је коришћен у преко 40 земаља широм света.